# Quiana Lynell
Quiana Lynell (Tyler, 1981. április 16. –) amerikai dzsesszénekesnő, szövegíró, hangszerelő.

## Pályakép
A texasi Tylerben született. Hívő környezetben nőtt nőtt fel, így ifjúkorától kezdve egyházi zene vette körül. Állami középiskolába járt és ott a kórusban énekelt. Sokféle hatásra nyitott: énekel Nina Simone, Chaka Khan számokat, Ellingtont és Gershwint, Donny Hathawayt, Irma Thomast, Alina Engibaryant, Joshuah Campbellt. 
Ha figyelmesen hallgatod, amint elmeséli a történetét, akkor a magad történetét is hallod, mert ledönti a falakat közte a közönsége között, mint minden nagy énekes.

## Lemezek
- 2018: Live at Jazzfest[3]
- 2019: A Little Love

## Díjak
- 2017: Winner of Sarah Vaughan International Jazz Vocal Competition[4]
- 2017: Nominee for Best Emerging Artist, Best of the Beat Awards

## További információ
- Quiana Lynell az Internet Movie Database-ben (angolul)